# Figaros bröllop (pjäs)

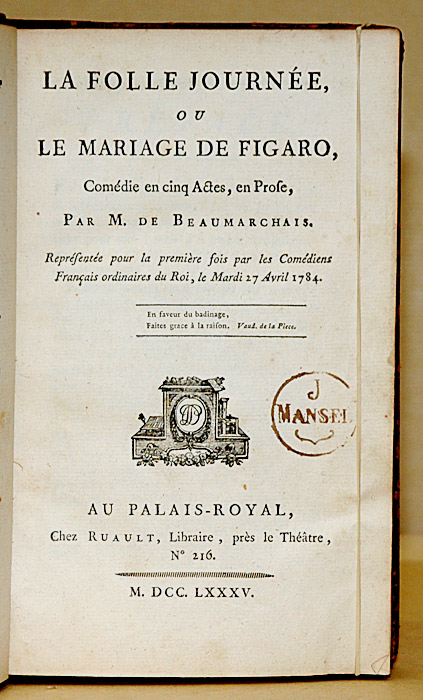

Figaros bröllop eller Den tokiga dagen, fransk originaltitel La Folle Journée, ou Le Mariage de Figaro är ett skådespel från 1778 av Pierre de Beaumarchais som hade premiär den 27 april 1784 i Paris.
Pjäsen hade svensk premiär på Drottningholms Slottsteater den 29 mars 1786. Pjäsen uppfördes därefter på Munkbroteatern i Stockholm 20 december 1792. Rollistan var då:
- Greve Almaviva - Carl Stenborg
- Grevinnan - Ebba Morman
- Figaro - Didrik Gabriel Björn
- Susanne - Eleonora Säfström
- Bartholo - Olof Ljunggren
- Basile - Johan Petter Lindskog
- Cherubin - Lisette Stenberg
- Marcelline - Carl Schylander
- Bride-Oison - Lars Reinhold Dahlqvist
- Antonio - Anders Lundberg
- Fanchette - Margareta Sofia Lagerqvist
- Pedrillo - Lorens Petter Mellberg
- Grippe-Soleil - Karl Kristian Knopff
- Vaktmästaren - Karl Björkman

Pjäsen spelades 29 gånger på teatern till 1799. Den hade premiär på Dramaten 19 oktober 1799 och på Mindre teatern 1860.